# سیتروئن سی۲
سیتروئن سی۲ (به انگلیسی: Citroën C2) خودرویی در کلاس سوپرمینی است که توسط کمپانی فرانسوی سیتروئن از اوت ۲۰۰۳ تا اکتبر ۲۰۰۹ تولید می‌شد. این خودرو جایگزین سیتروئن ساکسو است. در چین یک نسخهٔ متفاوت از سی۲ که بر اساس پژو ۲۰۶ است فروخته می‌شد. جایگزین این خودرو سیتروئن دی‌اس۳ و سیتروئن سی۳ است.
همراه با سیتروئن سی۳، سی۲ با موفقیت جایگزین سیتروئن ساکسوی محبوب اما قدیمی شد. این دو خودرو طراحی خارجی نسبتاً متفاوتی دارند، اما داشبورد یکسانی دارند و به سیتروئن اجازه می‌دهد تا زیر بازارهای مختلف کلاس سوپرمینی را در اختیار بگیرد. سی۲ توسط دوناتو کوکو طراحی شده‌است. سی۳ در ابتدا به عنوان یک «خودروی مناسب برای خانواده» با پنج در طراحی شده بود، در حالی که سی۲ قرار بود تصویری برای «رانندهٔ جوان» با دو در و ظاهری صاف‌تر ارائه دهد.
برخلاف ساکسو که تنها موفق به دریافت ۲ ستاره از ۵ ستاره در یورو ان‌سی‌ای‌پی شد، سی۲ توانست ۴ ستاره از ۵ ستاره این مؤسسه را دریافت کند.

## مدل چینی
در سال ۲۰۰۶ گروه پی‌اس‌ای تصمیم گرفت که با اجرای تغییراتی بر روی شکل و شمایل خودروی پژو ۲۰۶ نسخه‌ای از سیتروئن سی۲ را به صورت اختصاصی برای بازار چین عرضه کند. این ابتکار برای گروه پی‌اس‌ای تازه نبود چرا که پیش از این هم همین گروه با اجرای تغییراتی در شکل ظاهری خودروی پژو ۱۰۴ اقدام به عرضه خودروی سیتروئن ال‌ان‌ای نمود.
مشخصات فنی و موتوری این خودرو با توجه به این که در کارخانه سیتروئن چین مونتاژ می‌شود هیچ‌گونه شباهتی به دیگر نسخه‌های سیتروئن سی۲ ندارد.
طول آن در حالت طبیعی ۳۸۸ سانتیمتر (۱۵۳ اینچ)، عرض آن در حالت طبیعی ۱۶۸ سانتیمتر (۶۶ اینچ)، ارتفاع آن در حالت طبیعی ۱۴۴ سانتیمتر (۵۷ اینچ) و فاصله بین دو محور آن نیز ۲۲۴ سانتیمتر (۸۸ اینچ) است. این خودرو با دو نوع موتور در دسترس بود: ۱٫۴ لیتری با قدرت ۷۶ اسب بخار یا ۵۷ کیلووات و ۱٫۶ لیتری با قدرت ۱۰۶ اسب بخار یا ۷۹ کیلووات. وزن این خودرو از
۱٬۰۴۰ کیلوگرم (۲٬۲۹۰ پوند) تا ۱٬۱۰۰ کیلوگرم (۲٬۴۰۰ پوند) متغیر است.
در اواخر سال ۲۰۱۲، مدل کراس‌اوور این خودرو به نام سی۲ کراس عرضه شد.
تولید این خودرو این خودرو تا سال ۲۰۱۳ در چین در سایت ووهان دانگ‌فنگ پژو-سیتروئن ادامه داشت.